# Robert Capa
Robert Capa (eredeti nevén Friedmann Endre) (Budapest, 1913. október 22. – Indokína, Thái Bình, 1954. május 25.) magyar–amerikai fotográfus-fotóriporter.
A 20. század egyik legjelentősebb fotósa volt, elsősorban dokumentaristaként, haditudósítóként tartják számon. Rövid élete során öt csatatéren is fényképezett (a spanyol polgárháborúban, a második kínai–japán háborúban, a második világháború európai hadszínterein, az arab–izraeli konfliktusban és az indokínai háborúban). A második világháború folyamán Londonban, Észak-Afrikában, Olaszországban, a normandiai partraszállásnál, az Omaha Beachen és Párizs felszabadításakor is ott volt, és dokumentálta a háború eseményeit.
Ha nem elég jók a képeid, nem voltál elég közel.

## Élete
Alsó-középosztálybeli zsidó családban született, apja Friedman Dávid szabómester, anyja Berkovits Henrietta Juliánna volt. Egy bátyja (László) és egy öccse (Kornél) volt, aki később szintén fényképész lett, és Cornell Capa néven futott be szép karriert.
A budapesti Madách Gimnáziumban végezte középfokú tanulmányait. Az 1920-as évek végén csatlakozott a Kassák-féle Munka körhöz. 1931 júliusában előbb Bécsbe, majd Prágába, aztán Berlinbe költözött, ahol a Német Politikai Főiskolán egy ideig újságírást tanult, de onnan származása miatt 1933-ban távozni kényszerült. Egy rövid időre visszatért Budapestre, de hamarosan Párizsba emigrált.
Még Berlinben sajátította el a fényképezés és az ügynökségi munka alapjait, itt kötötte később is fontos szakmai kapcsolatait, melyekre Párizsban is építhetett. 1934-ben kapta első megbízását a VU-től. 1936-ban felvette a Robert Capa nevet. Valószínűleg Gerda Taróval együtt találhatták ki, de a névválasztásáról nincsenek egyértelmű információk. Besnyő Éva visszaemlékezése szerint gyerekkorában ő és testvérei cápának becézték, mások szerint az volt a fontos, hogy a szó hasonlított az akkoriban népszerű amerikai filmrendező, Frank Capra nevére. Capa fennmaradt, 1947-es interjúja szerint több nyelven is kiejthető, „amerikai hangzású” nevet keresett. Ettől remélt több megbízást újságíróként vagy fotósként.
A várakozása sikerrel járt, de nem csak az új név miatt. Capa haditudósítóként vett részt a spanyol polgárháborúban, a japán–kínai háborúban, a második világháború észak-afrikai és olaszországi hadjárataiban, a franciaországi (normandiai) invázióban, az izraeli harcokban, de sokat fényképezett békeidőben is. Capáról tudni szokás, hogy habzsolta az életet. Egyik szerelme Ingrid Bergman volt, akivel 1945-ben ismerkedett meg Párizsban, s követte Hollywoodba, ahol standfotósként dolgozott. Bergman Életem című, angolul 1980-ban megjelent visszaemlékezésében írt először csaknem két évig tartó viszonyukról.
1954-ben a Life Indokínába küldte, hogy tudósítson a francia gyarmati harcokról. Május 25-én délután ott esett el.

## A haditudósító
1936–37-ben Gerda Taróval tudósítottak a spanyol polgárháborúból, a francia, baloldali Regards című hetilap, majd a Ce Soir megbízásából. A Spanyolországban készült felvételei, köztük például A milicista halála című képe meghozták számára a világsikert. A képet első alkalommal 1936. szeptember 23-án a francia VU magazin közölte, majd több más fotója kíséretében a LIFE is megjelentette, de több korabeli, nemzetközi propagandakiadványban is megjelent. A kép befogadásának története érdekes, de elkészítésének körülményei máig nem tisztázottak. (A hetvenes évektől több szerző azt próbálta bizonyítani, hogy a kép nem dokumentum, hanem egy megrendezett, beállított felvétel.)
Capa 1938-ban a második kínai–japán háború dokumentálása végett Kínába, 1940-ben Mexikóba utazott.
A sors furcsa fintora, hogy „a világ leghíresebb háborús fotósa” egészen 1943-ig nem kapott megbízást, hogy a világháborúról tudósítson (a blitzkrieg idején Londonban volt, de nem mint tudósító), ettől kezdve azonban szinte végig az első vonalakból küldte képeit a LIFE magazinnak. Előbb Észak-Afrikában, majd Szicíliában kísérte az amerikai katonákat. 1944. június 6-án hajnalban ő volt az egyetlen fotós, aki a partraszállók első hullámával Normandia földjére lépett. 6 tekercs filmet (106 kockát) használt fel, majd délután 2-kor, amikor már biztosnak látszott a hídfőállás, az első kórházhajóval visszatért Portsmouthba. A filmtekercseket bevitte a LIFE londoni irodájába, majd lefeküdt aludni. 
A laborban az egyik asszisztens állítólag annyira kíváncsi volt a képekre, hogy az előhívás után a szokásosnál magasabbra állította a szárítóban a hőmérsékletet, hogy gyorsabban száradjanak a negatívok. A hő azonban leolvasztotta az emulziót, 8 teljes kép és további 3 kocka bizonyos részeinek kivételével teljesen megsemmisültek a felbecsülhetetlen értékű, megismételhetetlen fényképek, a megmaradtak is elmosódtak. Mindazonáltal a LIFE június 19-én leközölt 10 képet „slightly out of focus” („enyhén életlen”) magyarázkodó képaláírással. Ez annyira felbosszantotta Capát, hogy később ezt a címet adta eredetileg forgatókönyvnek szánt háborús emlékiratainak is. (Ez a kötet 2006 októberében jelent meg magyarul Kissé elmosódva – Emlékeim a háborúból címmel a Park Könyvkiadó gondozásában.) Ezek a fotók – mint egyedüli hiteles vizuális dokumentumok – inspirálták később Steven Spielberget a Ryan közlegény megmentése c. film nyitó képsorainak megalkotásakor.
1947-ben megalakította a Magnum Photos fotóügynökséget, amelynek elnöke is lett, alapító kollégái barátja Henri Cartier-Bresson, David Seymour, George Rodger és William Vandivert.
1948-ban Budapesten fényképezett, a háborús pusztítás nyomait, az újjáépítés kezdetét és a kommunista hatalomátvétel hatásait rögzítette. Budapesti beszélgetés című cikke megjelent a Holiday Magazine (USA) 1949. novemberi számában.

## Halála
1954-ben Japánba utazott egy induló japán újság szerkesztőinek meghívására, ekkor kérte fel a LIFE magazin, hogy „ha már úgyis ott van”, tudósítson az Indokínában (Vietnámban és a környező Laoszban és Kambodzsában) akkor már nyolc éve zajló függetlenségi háborúról. Május 25-én reggel egy francia ezreddel gyalog indultak el a laoszi határvidéken egy felderítő útra. Útközben a francia katonákat, leégett, kifosztott falvakat és a temetetlen halottakat fotózta. Délután 3 óra előtt 5 perccel (az alakulat parancsnokának határozott figyelmeztetése ellenére) egy kis dombra kapaszkodott fel, hogy látképet készíthessen a környékről. Taposóaknára lépett, amely felrobbanva azonnal megölte.
„Ha nem elég jók a képeid, nem voltál elég közel” – mondta több interjúban is a sokat látott, de rövid életű riporter.

## Emlékezete

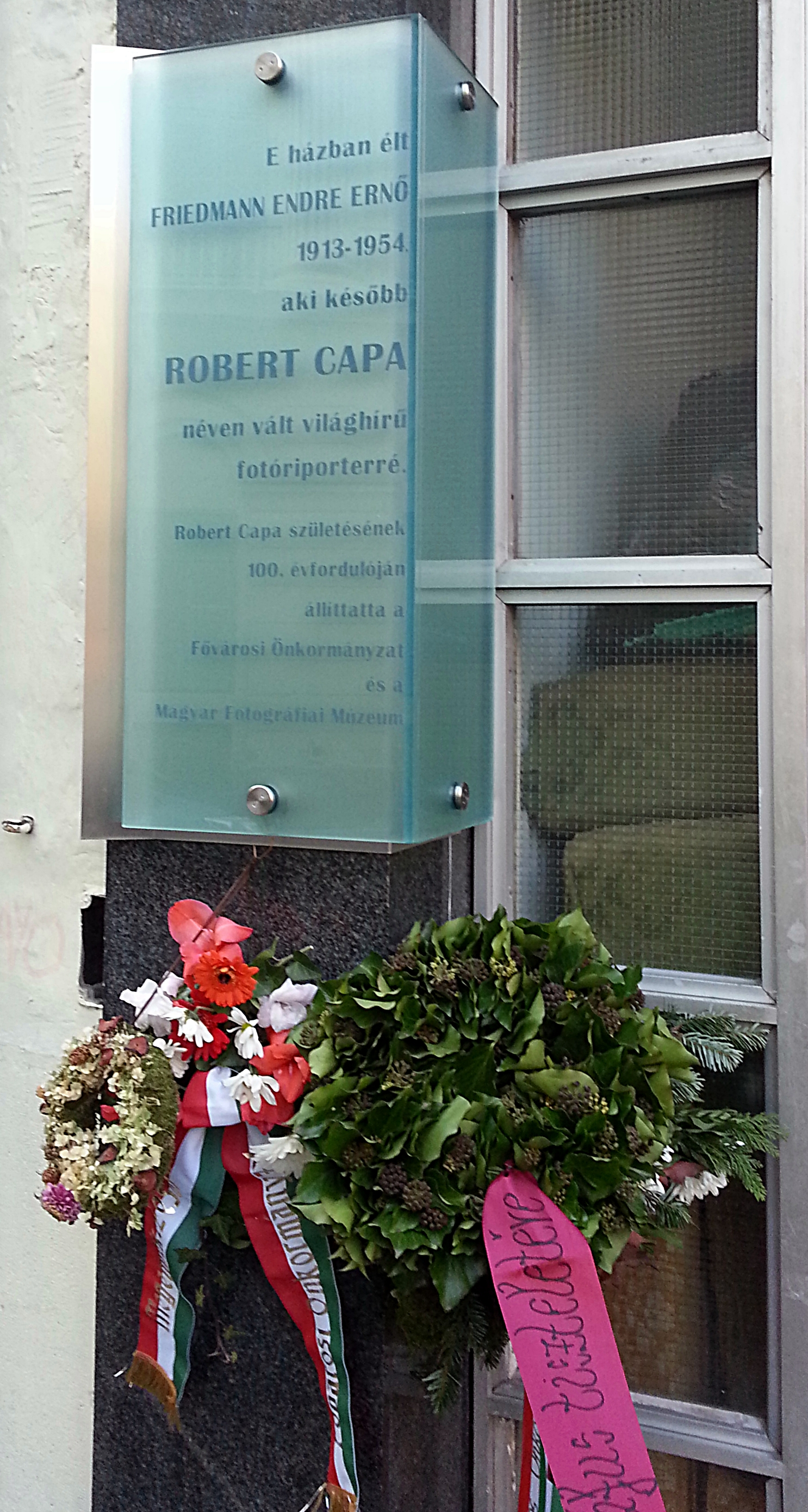
Emléktáblája
Budapest-Belváros, Városház u. 10.

Hagyatékának gondozására öccse, Kornél (Cornell Capa) 1964-ben alapítványt hozott létre, ez később kiegészült más fotósok munkáival is, majd ebből jött létre 1974-ben New Yorkban az International Center of Photography, amely ma archívum, galéria és fotósiskola.
2022 óta nevét viseli a 210070 Robertcapa kisbolygó.

## Kötetei
- Death in the making (A tetten ért halál); közrem. Gerda Taro, előszó, angolra ford. Jay Allen, képvál. André Kertesz; Covici-Friede, New York, 1938
- Diana Forbes-Robertson–Róbert Cápa: The battle of Waterloo Road; Random House, New York, 1941
- Slightly out of focus; Holt, New York, 1947
- John Steinbeck: A Russian journal; fotó Robert Capa; The Viking Press, New York, 1948
- Images of war; szöveg, fotó Robert Capa; Hamlyn, London, 1964
- Robert Capa; szöveg John Hersey, John Steinbeck, Robert Capa, szerk. Anna Fárová; Grossmann, New York, 1969
- Les grandes photos de la guerre d'Espagne; fotó photos Robert Capa, David Seymour-Chim, szöveg Georges Soria; Jannink, Paris, 1980
- Photographs; szerk. Cornell Capa, Richard Whelan; Knopf, New York, 1985 (Borzoi book)
- Sommertage, Friedenstage. Berlin 1945; vál. Diethart Kerbs; Nishen, Berlin, 1986 (Edition Photothek)
- Robert Capa; bev. Jean Lacouture; Centre national de la photographie, Paris, 1988 (Photo poche)
- Robert Capa fotók 1932–1954; bev. John Steinbeck, Cornell Capa, Josefa Stuart; Teszár József, s.l., 1989
- Photographs; előszó Henri Cartier-Bresson, közrem. Cornell Capa, bev. Richard Whelan; Aperture, New York, 1997

### Magyarul
- Kissé elmosódva. Emlékeim a háborúból; előszó Cornell Capa, ford. Sárközy Elga; Park, Bp., 2006
- Így készül a történelem; szerk. Páldi Lívia, szöveg K. Horváth Zsolt, Jalsovszky Katalin, Páldi Lívia; Magyar Nemzeti Múzeum, Bp., 2009
- Irwin Shaw: Izraeli riportok. Robert Capa 94 fotójával; ford. Résch Éva; Park, Bp., 2009
- John Steinbeck: Orosz napló. Robert Capa 70 fotójával; ford. Lukács Laura; Park, Bp., 2009
- Robert Capa – a Játékos. Kiállítás a Magyar Nemzeti Múzeumban. 2013. 09. 18–2014. 01. 26.; kurátor Cs. Lengyel Beatrix, Fisli Éva; MNM, Bp., 2014
- Budapesti beszélgetés; ford. Fisli Éva; Vaszary Galéria, Balatonfüred, 2015, (Open Books, 2023)
- A tetten ért halál. Robert Capa, Gerda Taro és Chim fényképei; előszó Jay Allen, ford. Lukács Laura; Park, Bp., 2021